# Aalter
Aalter este o comună neerlandofonă situată în provincia Flandra de Est, regiunea Flandra din Belgia. La 1 ianuarie 2008 avea o populație totală de 19.028 locuitori. 

## Geografie
Comuna actuală Aalter a fost formată în urma unei reorganizări teritoriale în anul 1977, prin înglobarea într-o singură entitate a 4 comune învecinate. Suprafața totală a comunei este de 81,92 km². Comuna este subdivizată în secțiuni, ce corespund aproximativ cu fostele comune de dinainte de 1977. Acestea sunt:
| - I. Aalter - V. Aalter-Brug - VI. Maria-Aalter - II. Bellem - III. Lotenhulle - IV. Poeke |

Localitățile limitrofe sunt:
- a. Knesselare
- b. Ursel (Knesselare)
- c. Zomergem
- d. Hansbeke (Nevele)
- e. Nevele
- f. Poesele (Nevele)
- g. Meigem (Deinze)
- h. Vinkt (Deinze)
- i. Kanegem (Tielt)
- j. Ruiselede
- k. Beernem
- l. Sint-Joris (Beernem)

## Localități înfrățite
- Franța: La Creuse;
- Germania: Rotenburg.